# ماه (فیلم ۲۰۰۷)
ماه (به انگلیسی: Moon) فیلمی هندی محصول سال ۲۰۰۷ و به کارگردانی کریشما وامسی است. در این فیلم بازیگرانی همچون ناودیپ، کجال آگاروال، سیوا بالاجی، سیندو منون و ناگابابو ایفای نقش کرده‌اند.

## داستان
رانگا رائو، مردی بیوه، زمین‌دار و محترم، دختر محبوبش، ماهالکشمی را بیش از هر چیز در دنیا دوست دارد. ماهالکشمی دختری شیرین، باهوش، معصوم و تا حدی شوخ‌طبع است که به پدرش به همان اندازه‌ای عشق می‌ورزد که او به وی. برادر رانگا رائو نیز دختری به نام رانی و پسری دارد. رانی مانند خواهری برای ماهالکشمی و همچون دختر دومی برای رانگا رائو است. او دختری پرانرژی، نق‌نقو، پرحرف اما شیرین و شوخ‌طبع است.
وقتی ماهالکشمی از کالج بازمی‌گردد، رانگا رائو متوجه می‌شود که او دیگر بزرگ شده و تصمیم می‌گیرد ازدواجش را با دورابابو، پسری ساده، خوش‌قلب و نسبتاً خجالتی، ترتیب دهد. پس از نامزدی، ماهالکشمی نزد دورابابو اعتراف می‌کند که در شهر عاشق پسری به نام کیشور شده بود؛ جوانی بازیگوش، شوخ‌طبع و خوش‌برخورد. پس از گذراندن شبی با او، کیشور به‌صراحت گفته که قصد ازدواج ندارد. ماهالکشمی می‌گوید نمی‌خواهد با دروغ و فریب با دورابابو ازدواج کند، چون می‌داند که او پسر خوبی است و شایستهٔ بهتر از این. دورابابو برای رویارویی با کیشور نزد او می‌رود، اما درمی‌یابد که ماجرا فقط یک شوخی بوده و کیشور در واقع عاشق ماهالکشمی است. دورابابو وانمود می‌کند که تصادف کرده و کیشور را به‌عنوان یک پزشک به روستا می‌آورد. ماهالکشمی، کیشور را می‌بخشد.
وقتی رانی از این راز آگاه می‌شود، عاشق دورابابو می‌گردد و دورابابو نیز به او دل می‌بندد، اما آن‌ها جرئت نمی‌کنند این موضوع را با کسی در میان بگذارند. رانگا رائو احساس آن‌ها را اشتباه برداشت کرده و تصمیم می‌گیرد رانی را به عقد کیشور درآورد و این مراسم هم‌زمان با ازدواج ماهالکشمی و دورابابو برگزار شود.
چهار جوان تصمیم می‌گیرند تنها راه باقی‌مانده، فرار است. با این حال، ماهالکشمی از درون دچار تردید است، چرا که می‌داند چنین کاری دل پدرش را خواهد شکست. در لحظهٔ آخر، ماهالکشمی از فرار منصرف می‌شود و با چشمانی اشک‌بار، حقیقت را به پدرش اعتراف می‌کند. خوشبختانه رانگا رائو حقیقت را درک کرده و دخترها را به ازدواج با عشق واقعی‌شان درمی‌آورد.